# Wapen van Tsjecho-Slowakije
Gedurende de geschiedenis van Tsjechoslowakije (na 1990 Tsjecho-Slowakije) werden verschillende wapens gebruikt. Tot 1961 waren er drie wapens in gebruik. Deze verdwenen dankzij de aanname van de grondwet van 1960. Na de Fluwelen Revolutie werd een nieuw wapen aangenomen.

## Tussen1918en 1961 (uitgezonderd deTweede Wereldoorlog)

Klein wapen
Middelgroot wapen
Groot wapen

Het kleine wapen vertoont de leeuw van Bohemen voor Tsjechië en het wapen van Slowakije als een borstschild. Het middelste wapen vertoont een gevierendeeld schild met achtereenvolgens de wapens van Slowakije, Subkarpatisch Roethenië (een deel van Tsjechoslowakije wat nu bij Oekraïne hoort), Moravië en Silezië. Het hartschild is weer het wapen van Bohemen. Het grote wapen is complexer, met 7 kwartieren en een hartschild. De kwartieren I-IV zijn identiek aan het middelste wapen, het vijfde kwartier is een gouden adelaar van het gebied Těšíň (Duits: Teschen), het zesde is gedeeld van rood en zilver voor Opava en het laatste is gedeeld van de twee vorige voor het gebied rond de stad Ratibor. Het wapen wordt gehouden door twee leeuwen als schildhouders en heeft als wapenspreuk Pravda Vítězi (De waarheid zal overwinnen).

## Bezet Tsjechoslowakije (1938-1945)

Het wapen van het Protectoraat Bohemen en Moravië.
Het grote wapen van het Protectoraat Bohemen en Moravië.
Het wapen van de Rijksgouw Sudetenland.
Het wapen van de Slowaakse vazalstaat

Het Duitse Protectoraat Bohemen, voerde het oude Boheemse wapen als normale wapen. Het grote wapen was een combinatie van de wapens van Bohemen en Moravië. De Slowaakse vazalstaat voerde het oude wapen van Slowakije.

## Na 1961

Het wapen tijdens het communistische bewind, 1961-1989
Het wapen dat tussen 1990 en 1992 in gebruik was

Het wapen van het communistische bewind vertoont nog steeds de leeuw van Bohemen, maar met een ander hartschild en een communistische ster. Het hartschild vertoont de berg Kryváň, een van de markantste bergen in de Hoge Tatra, met een vlam. De vlam symboliseert de opstand van de Slowaken in 1944 tegen de Duitse bezetter (SNP, Slovenské národné povstanie). Het oude Slowaakse wapen had, doordat het gebruikt werd door de Duitse vazalstaat in de Tweede Wereldoorlog, een slechte naam onder het communistisch bewind. De federatie Tsjecho-Slowakije voerde van 1990-1992 een gevierendeeld schild met de wapens van Tsjechië en Slowakije.

## Na 1992
- Wapen van Slowakije
- Wapen van Tsjechië